# Christoph von Scheurl
Christoph Gottlieb von Scheurl (Norimberga, 1481 – 1542) è stato un giurista, politico e umanista tedesco.

## Biografia

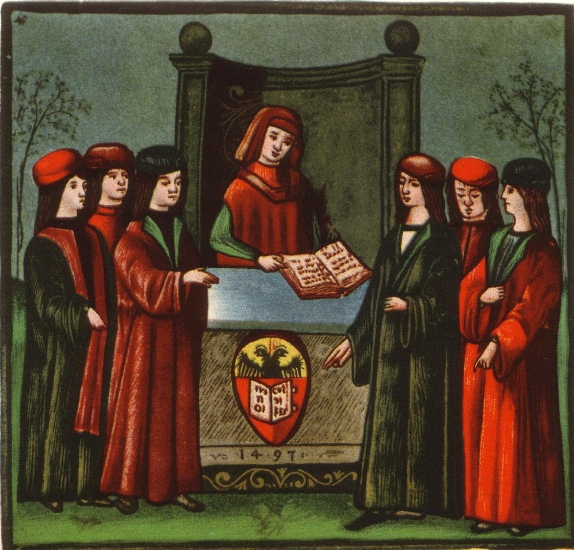
L'ingresso di alcuni studenti nella Natio Germanica Bononiae, il collegio di studenti tedeschi a Bologna; miniatura del 1497.

Suo padre, un immigrato dalla Breslavia gli procurò un'educazione privata a cura di insegnanti particolarmente qualificati. 
Completò i suoi studi di giurisprudenza presso le università di Heidelberg e di Bologna, conseguendo il dottorato nel diritto civile e in quello canonico (in utroque iure) e dove ebbe modo di conoscere ed apprezzare la cultura umanistica. Nel 1506 incontrò a Bologna il pittore Albrecht Dürer, che, durante il suo soggiorno a Venezia, si recò in visita in città. Ne lasciò testimonianza nel Libellus de laudibus Germaniae et ducum Saxoniae (Lipsia, 1508) e nel Vita reverendi patris domini Anthonii Kressen (Norimberga, 1515). 
Ricoprì eminenti cariche pubbliche a Norimberga e fu incaricato di importanti missioni diplomatiche presso la corte di Carlo V e quella di Francesco I di Francia
Grazie a Johann von Staupitz nel 1505 ebbe una cattedra di diritto nella nuova università  di Wittenberg e insegnò anche nell'ateneo bolognese di cui rinnovò gli statuti.
Fu amico di Martin Lutero e ne sostenne le idee senza però mai aderire alla Riforma protestante .

## Opere
- De rebus gestis Alberti Ducis Saxioniae
- De Vita Ant. Cressenis
- Tractatus de sacerdorum & ecclesiasticarum rerum praestantia, Leipzig 1511
- Lib. De laudibus Germaniae & Ducum Saxoniae, Leipzig 1508
- Epist. Ad Charit. Pirckhameram, Nuernberg 1513
- Epist. Ad Charit. Pirckhameram, Nuernberg 1513
- Epist. Ad Staupitium de statu sive regimine reipubl. Noricae
- Epist. Ad Petr. Bernstein, 1580